# Isabella Leonarda
Sestra Isabella Leonarda (6. září 1620 Novara – 25. února 1704 Novara), občanským jménem Isabella Calegariová, byla italská hudební skladatelka. Většinu života strávila v řádu Collegio di Sant'Orsola, do něhož vstoupila roku 1636. Ve druhé polovině 17. století uveřejnila přes 200 skladeb ve 20 sbírkách, nejčastěji šlo o vokální moteta. Jedině její opus 16, uveřejněný roku 1693 v Boloni, obsahuje orchestrální hudbu, a sice osm triových sonát a jednu sólovou sonátu. Zároveň se jedná o první instrumentální kompozice v historii, které uveřejnila žena.